# Quand la terre brûle
Pour plus de détails, voir Fiche technique et Distribution.
Quand la terre brûle (The Miracle) est un film américain de Irving Rapper et Gordon Douglas, sorti en 1959.

## Synopsis
Du temps des guerres napoléoniennes, un jeune soldat, qui a été blessé au combat, tombe sous le charme d'une sœur vivant recluse dans un couvent.

## Fiche technique
- Titre : Quand la terre brûle
- Titre original : The Miracle
- Réalisation : Irving Rapper et Gordon Douglas
- Scénario : Frank Butler et Jean Rouverol d'après la pièce de Karl Vollmöller
- Photographie : Ernest Haller
- Montage : Frank Bracht
- Musique : Elmer Bernstein
- Société de production : Warner Bros.
- Pays d'origine : États-Unis
- Format : Couleurs
- Genre : drame
- Durée : 121 minutes
- Date de sortie : 1959

## Distribution
- Carroll Baker : Teresa
- Roger Moore : Capitaine Michael Stuart
- Walter Slezak : Flaco
- Vittorio Gassman : Guido
- Katína Paxinoú : La Roca
- Dennis King : Casimir
- Gustavo Rojo : Córdoba
- Isobel Elsom : la Mère supérieure
- Carlos Rivas : Carlitos
- Torin Thatcher : le Duc de Wellington
- Lester Matthews : Capitaine John Boulting

Acteurs non crédités
- Roberto Contreras : le rémouleur
- Pilar Del Rey : la femme du fermier
- Eduard Franz : un prêtre
- John George : un spectateur de corrida
- Herman Hack : un citadin
- Charles Horvath : le sergent français
- Rodolfo Hoyos Jr. : le patron du café
- Philo McCullough : un officier
- Belle Mitchell : la femme du fermier
- Gavin Muir : le Colonel
- Madlyn Rhue : la nonne qui met en garde Teresa contre ses chansons d'amour
- Norma Varden : Mrs MacGregor
- Tom Wilson
- Claire Du Brey